# Гай Белиций Торкват
Гай Белиций Торкват (на латински: Gaius Bellicius Torquatus) е политик и сенатор на Римската империя през 2 век.
Произлиза от Виенна в Нарбонска Галия. Той е син на Гай Белиций Флак Торкват Тебаниан (консул 124 г.) и брат на Гай Белиций Калпурний Торкват (консул 148 г.).
През 143 г. Гай Белиций Торкват e консул заедно с Херод Атик.